# Ordensburg Gilgenburg
Von der Ordensburg Gilgenburg (polnisch Zamek w Dąbrównie) haben sich nur geringe Ruinenreste im ostpreußischen, heute polnischen Ort Dąbrówno (Gilgenburg) erhalten.

## Geschichte
Ein Pfleger ist 1316 erstmals erwähnt, die Burg wurde wohl kurz vorher erbaut. Der Ort Gilgenburg, auf einer Landenge zwischen dem Großen und dem Kleinen Damerauer See gelegen, entwickelte sich im Schutz dieser Burg. Nach Kriegseinwirkung 1410 blieb die Burg lange Ruine und wurde im 15. und 16. Jahrhundert mehrmals verpfändet. Die Burg wurde 1693–96 umgebaut und erweitert. Der Torturm wurde um 1870 abgerissen. Nach Kriegszerstörungen blieb die Burg bis 1960 als stattliche Ruine stehen, verfiel dann aber.

## Bauwerk
Die Burg war eine sehr kleine, in die Stadtbefestigung integrierte Pflegerburg. Das nördliche Stadttor war in den Burgflügel integriert, der an seiner nordöstlichen Seite einen weiteren Turm besaß. Dadurch erhielt die Gilgenburg von der Feldseite aus ein markantes doppeltürmiges Profil.